# Heleen Treichler
Heleen Treichler, née Heleen Wubbe le 22 septembre 1955 à Gouda et morte le 17 février 2023, est une bassiste de rock et de punk active sur la scène musicale suisse.
Elle joue notamment dans le groupe Jof & The Ram, avec Franz Treichler, puis Las Torridas, ainsi que dans de nombreuses autres formations musicales. Elle est décrite comme très énergique et un pilier de la scène alternative.

## Biographie
Heleen Wubbe naît le 22 septembre 1955 à Gouda aux Pays-Bas. Elle grandit dans une famille mélomane. En 1962, elle déménage avec sa famille en Suisse, à Fribourg, où le père, Felix B. J. Wubbe, obtient un poste de professeur de droit romain. Plus jeune d'une famille de six filles, elle est décrite comme rebelle. Heleen Wubbe passe sa maturité (diplôme de fin d'études secondaires) puis obtient un emploi dans le magasin de disques Cosmos Records, premier magasin de disques de Fribourg, où elle se forme une solide culture musicale.
Elle rejoint à la basse et au chant le groupe Jof & The Ram, dans lequel se trouvent Franz Treichler et Jacques Schouwey, patron de Cosmos Records. Le groupe sort un Vinyle 4 titres en 1981 puis un 45 tours la même année. Les membres du groupe lancent la salle de concerts Fri-Son.
Heleen Treichler est décrite comme une « figure de proue de la scène alternative fribourgeoise ». Elle se marie en 1994 avec Franz Treichler, qui connaît un succès important avec son groupe The Young Gods. Alors que son mari part à Genève, elle reste à Fribourg. Elle fonde notamment le groupe Shanghai Ladies. Au début des années 1990, elle rejoint Franz Treicher à Genève et s'implique fortement avec les artistes de la scène alternative locale,. Elle s'engage notamment auprès de l'Usine.
Elle forme en 1991 le groupe Easy, puis en 1995 Las Torridas, un groupe entièrement féminin inspiré du style punk féministe de Riot Grrrl. Les six musiciennes de Las Torridas jouent en première partie des Queens of the Stone Age et Monster Magnet.
En plus des différents groupes dans lesquels elle joue, Heleen Treichler participe à mettre en musique une chorégraphie de Marie-Caroline Hominal en 2010,.
Elle s'engage pour plusieurs causes, comme la lutte contre la déforestation ou le combat du peuple tibétain.
Heleen Treichler décède d'un cancer le 17 février 2023, à l'âge de 67 ans.

## Hommage
En 2024, l'une des trois salles du cinéma Korso (qui succède à l'historique Corso) à Fribourg est nommée Heleen Wubbe.